# Йерж
Йерж (фр. Hierges) — коммуна во Франции, находится в регионе Шампань — Арденны. Департамент коммуны — Арденны. Входит в состав кантона Живе. Округ коммуны — Шарлевиль-Мезьер.
Код INSEE коммуны — 08226.
Коммуна расположена приблизительно в 230 км к северо-востоку от Парижа, в 135 км севернее Шалон-ан-Шампани, в 38 км к северу от Шарлевиль-Мезьера.

## Население
Население коммуны на 2008 год составляло 212 человек.
| 1962 | 1968 | 1975 | 1982 | 1990 | 1999 | 2008 |
| ---- | ---- | ---- | ---- | ---- | ---- | ---- |
| 245  | 297  | 324  | 300  | 254  | 220  | 212  |

## Экономика
В 2007 году среди 127 человек в трудоспособном возрасте (15—64 лет) 84 были экономически активными, 43 — неактивными (показатель активности — 66,1 %, в 1999 году было 65,2 %). Из 84 активных работали 74 человека (46 мужчин и 28 женщин), безработных было 10 (6 мужчин и 4 женщины). Среди 43 неактивных 11 человек были учениками или студентами, 11 — пенсионерами, 21 были неактивными по другим причинам.

## Достопримечательности
- Крест 1579 года. Исторический памятник с 1926 года.[3]
- Замок Йерж[англ.] (XVI век). Исторический памятник с 1980 года.[4]
- Мельница Баналь.
- Церковь Св. Иоанна Крестителя (1572—1579 год). Исторический памятник с 1987 года.[5]

## Фотогалерея
- Церковь Св. Иоанна Крестителя
- Замок Йерж
- Замок Йерж
- Крест